# László Surján

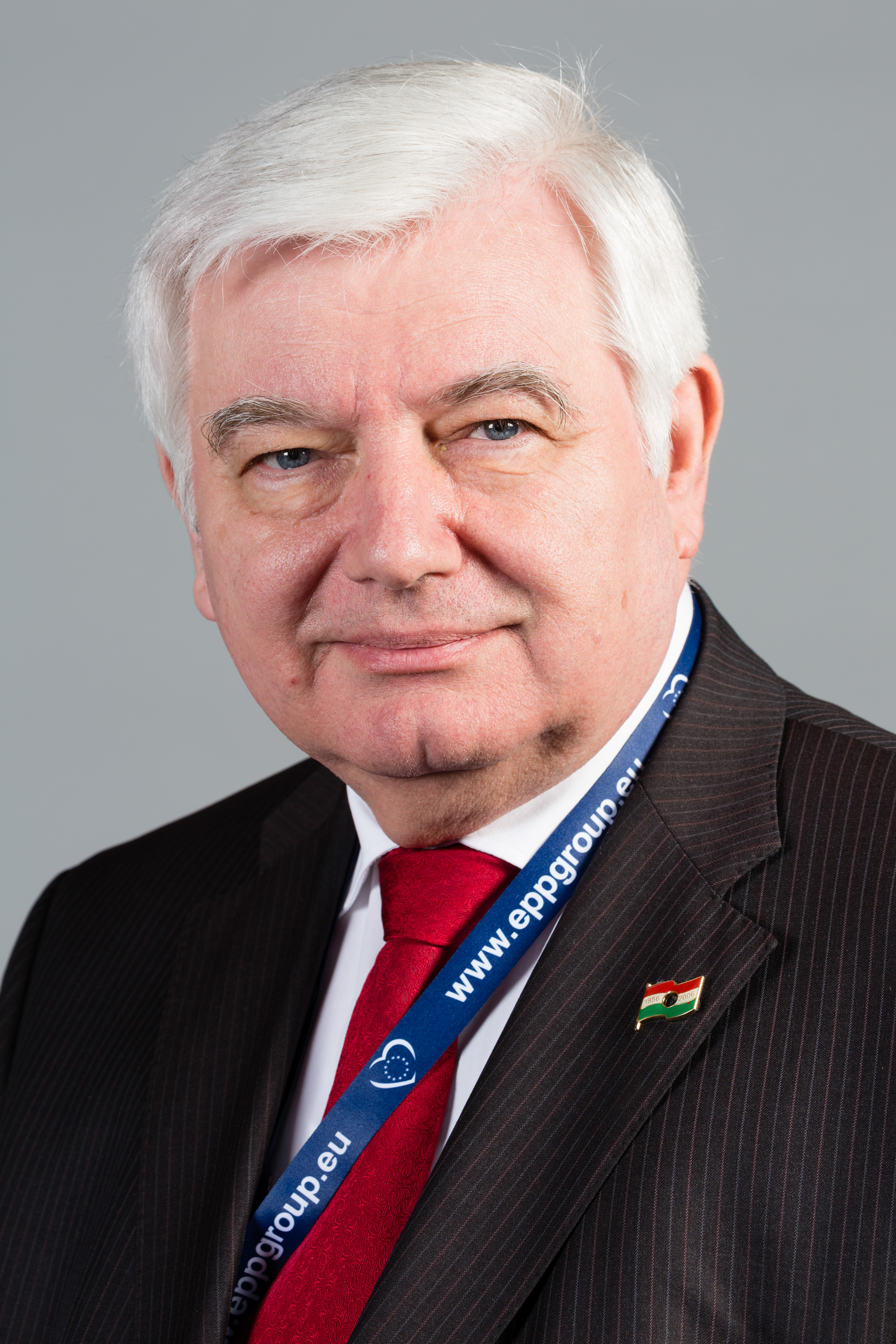
László Surján

László Surján (n. 7 septembrie 1941) este un om politic maghiar, membru al Parlamentului European în perioada 2004-2009 din partea Ungariei.
1. ↑  László SURJÁN, pace.coe.int
2. ↑  Deputații în Parlamentul European
3. 1 2  pace.coe.int